# Храмі (присілок)
Храмі́ (рос. Храмые) — присілок у складі Орічівського району Кіровської області, Росія. Входить до складу Мирнинського міського поселення.
Населення становить 14 осіб (2010, 24 у 2002).
Національний склад станом на 2002 рік — росіяни 92 %.